# Іґнацій Потоцький
Іґнацій Потоцький гербу Золота Пілава (пол. Ignacy Potocki; бл. 1715, Луків — 1765) — польський шляхтич, воєначальник, урядник в Українських землях Королівства Польського.

## Життєпис
Син коронного референдаря, львівського старости Стефана Потоцького та його дружини Констанції з Денгофів. Внук Павела Потоцького.[джерело?]
Уряди (посади): чесник коронний 1764-1765, староста глинянський, луківський, новосельський, гусятинський (1762),, генерал-лейтенант коронного війська в 1764 році.
8 листопада 1764 року у Львові було оформлено акт дарування «Миколая на Бучачі, Потоці, Городенці, Печеніжині Потоцького воєводича белзького» (відпис є в архіві домініканів у Кракові). Згідно з ним: староста глинянський Іґнацій Потоцький (†1765) і його братанок Вінцентій стали дідичами містечка Бариш, сіл Бобулинці, Незвища, Гарасища, Луки, міста Потік (нині смт Золотий Потік), сіл Зубрець, Порхова, Назвисько, Залішики, Соколів, Русилів, Космирин, Костільники, Губин, Уніж, Сновидів, Возилів, Стінка, Коропець, Пшеничне, Бушин, Подвока, частини села Живачани. Також усі спадкоємці мали отримати права на столове срібло та інші цінності, які перебували в депозиті у монахів-домініканців Кам'янець-Подільського конвенту… до рівного поділу.
Поділ мав контролювати Теодор Потоцький. Цілий і детальний перелік цінностей (пол. nobilitów) був у палаці М. В. Потоцького в Бучачі, доглядав за ним Каєтан Домбровскі. М. В. Потоцький зобов'язав всіх наступних спадкоємців до виплати щороку 50000 флоринів на утримання костелів у Бучачі, Золотому Потоці, Городенці. Нові власники Потіцького і Бариського ключів мали слідкувати, щоб в околишніх лісах не вирубувались ліси для випалювання вапна. Документи були додані до архіву урядових актів у Львові 15 листопада 1764 року, до архіву земських актів у Галичі 21 листопада 1764 року.

### Сім'я
Був двічі одружений. Перша дружина: княжна Юзефа Петронеля Сулковська (дочка надвірного литовського ловчого Александра Юзефа Сулковського). Син: Александер — міністр поліції Князівства Варшавського.
Друга дружина — Урсула з Дідушицьких (донька хорунжого теребовельського Івана Петра Дідушицького). Діти:
- Миколай — староста глинянський
- Маріанна — дружина Єжи Соллогуба — старости єйшиського, графа Фредерика Алоїзія Брюля
- Беата — дружина коронного підчашого Міхала Чацького (брат Тадеуша Чацького[7]).[1]